# Anna Domino
Anna Domino, vlastním jménem Anna Virginia Taylor, (* 15. prosince 1955) je americká hudebnice.
Narodila se v americké vojenské nemocnici v Tokiu a vyrůstala v USA a Kanadě. Jejím mladším bratrem je režisér Alan Taylor. V roce 1977 se usadila v New Yorku, kde postupně prošla několika skupinami, a v roce 1984 vydala své první sólové extended play East and West (Les Disques du Crépuscule). Později vydala ještě alba Anna Domino (1986), This Time (1987), Colouring in the Edge and the Outline (1988) a Mysteries of America (1990), poslední z nich produkoval Anton Sanko. V roce 1997 zhudebnila text „Pome on Doctor Sax“ od Jacka Kerouaca pro tributní album Kerouac: Kicks Joy Darkness. Dále se podílela na deskách Luca van Ackera, Marca Moulina a skupin Kid Montana, Ultramarine a The The. Od roku 1992 je vdaná za kytaristu Michela Deloryho, s nímž působí ve skupině Snakefarm. Ta vydala dvě desky, Songs from My Funeral (1998) a My Halo at Half-Light (2011).